# Армия Ганновера (Франция)
Армия Ганновера (фр. Armée du Hanovre) — армия Франции, сформированная Наполеоном 3 мая 1803 года для оккупации Ганноверского курфюршества.
3 мая 1803 года Наполеон поставил перед генералом Мортье занять Ганновер. 7 мая генерал прибыл в Неймеген, где собиралась армия, после чего пересёк Ваал с 14 000 человек. 1 июня дивизия Монришара атаковала и разбила неприятеля у Бёрстеля. 3 июня фельдмаршал Вальдомена подписал в Штюлингене конвенцию о капитуляции ганноверцев. 5 июня французы входят в город Ганновер, крепости Хамельн и Нинбург также заняты людьми Мортье.
17 июня 1804 года прибывший из Франции маршал Бернадот заменил Мортье на посту командира.
29 августа 1805 года преобразована в 1-й армейский корпус Великой армии.

## Состав армии
На кампанию 1803 года:
- 1-я пехотная дивизия (дивизионный генерал Жозеф Монришар)
- 2-я пехотная дивизия (дивизионный генерал Оливье Риво де Ля Раффиньер)
- резервная дивизия (дивизионный генерал Жан-Жозеф Дессоль)
- дивизия лёгкой кавалерии (дивизионный генерал Этьен Нансути)

### Командующие армией
- дивизионный генерал Эдуар Мортье (3 мая 1803 – 14 мая 1804)
- маршал Жан-Батист Бернадот (14 мая 1804 – 29 августа 1805)

### Начальники штаба корпуса
- дивизионный генерал Леопольд Бертье (3 мая 1803 – 29 августа 1805)

### Командующие артиллерией корпуса
- дивизионный генерал Жан-Батист Эбле (7 февраля 1804 – 29 августа 1805)